# Jim Thompson (scrittore)
Jim Thompson, all'anagrafe James Myers Thompson (Anadarko, 27 settembre 1906 – Hollywood, 7 aprile 1977), è stato uno scrittore e sceneggiatore statunitense di genere noir.

## Biografia
Thompson deve la sua fama principalmente ai romanzi. Ne ha scritti più di trenta, quasi tutti pubblicati in edizione tascabile, molti dei quali nel suo periodo più prolifico, dalla fine degli anni Quaranta alla metà degli anni Cinquanta. Poco apprezzato in vita (nonostante l’apprezzamento di alcuni critici, per esempio Anthony Boucher sul New York Times), la sua statura di autore cresce negli anni Ottanta con le riedizioni dei suoi romanzi per la casa editrice Black Lizard.
Tra le sue opere più apprezzate troviamo L'assassino che è in me, Notte selvaggia, Diavoli di donne e Colpo di spugna.
Secondo lo scrittore R.V. Cassill, di tutta la narrativa poliziesca quella di Thompson è la più cruda e straziante, incomparabilmente più intensa di Dashiell Hammett, Raymond Chandler o Horace McCoy. Allo stesso modo, nell'introduzione a Inferno sulla terra, Stephen King afferma di ammirare l’opera di Thompson soprattutto perché "Il ragazzo era decisamente sopra le righe. Big Jim non conosceva il significato della parola stop."
Thompson è stato definito dallo scrittore Geoffrey O'Brien un "Dostoevskij dei supermercati". Il regista Stephen Frears, che nel 1990 ha diretto un adattamento del suo I truffatori (dal titolo Rischiose abitudini), ha evidenziato come nei temi trattati da Thompson siano presenti elementi della tragedia greca.
La vita di Thompson è pittoresca quasi quanto la sua narrativa. I suoi romanzi sono ritenuti semi-autobiografici o almeno ispirati alle sue esperienze. Scolaro insofferente alle regole, ripetette la prima media per ben sei volte. Mentre "frequentava" la scuola, lavorava come fattorino all'hotel Texas, dove era arrivato a prendere 300 dollari alla settimana, contro i 15 della paga ufficiale, procurando marjuana ed alcol, in pieno Proibizionismo, agli ospiti della struttura. A 18 anni fumava e beveva già da soffrire di delirium tremens. Il padre di Thompson fu sceriffo di Caddo County, in Oklahoma. Si candidò per una carica statale nel 1906, ma fu sconfitto. Poco dopo rinunciò all'incarico di sceriffo a causa di voci di appropriazione indebita. La famiglia Thompson si trasferì in Texas. Il tema della famiglia in vista caduta in disgrazia, ricorre in diverse sue opere.

## Opere
- 1942, Inferno sulla terra (Now and on Earth), Milano, HarperCollins, 2020, ISBN 978-88-6905-537-9
- 1946, Heed the Thunder (aka Sins of the Fathers), Greenberg Publisher, New York; Mulholland Classic, Little, Brown & Company, New York, 2014
- 1949, Nulla più di un omicidio (Nothing More Than Murder), Roma, Fanucci, 2005, ISBN 88-347-1112-2
- 1952, L'assassino che è in me (The Killer Inside Me), Milano, HarperCollins, 2020 ISBN 88-690-5539-3
- 1952, Tornerò per farti fuori (Cropper's Cabin), Milano, Mondadori, 1970
- 1953, Una libertà molto condizionata (Recoil), Milano, Mondadori, 2007
- 1953, The Alcoholics
- 1953, Notte selvaggia (Savage Night), Roma, Fanucci, 2004, ISBN 88-347-1005-3
- 1953, Bad Boy (Bad Boy), trad. Federica Angelini, con uno scritto di Pino Cacucci, Torino, Einaudi, 2001, ISBN 88-06-15865-1; Milano, HarperCollins, 2022
- 1953, Il criminale (The Criminal), in Vite in gioco, Milano, Mondadori, 1993, ISBN 88-04-37257-5
- 1954, L'uomo nulla o Un uomo da niente o Uomo da niente (The Nothing Man)
- 1954, The Golden Gizmo o The Golden Sinner, Lion Books, New York
- 1954, Roughneck
- 1954, L'altra donna (A Swell-Looking Babe), Collana I Classici del Giallo n.779, Milano, Mondadori, 1996
- 1954, Diavoli di donne (A Hell of a Woman)
- 1955, È già buio, dolcezza o Prima dell'alba (After Dark, My Sweet), Roma, Fanucci, 2003, ISBN 88-347-0936-5
- 1957, Vita da niente (The Kill-Off)
- 1957, Fatti furbo Bugs! (Wild Town)
- 1958, Getaway o In fuga (The Getaway), Roma, Fanucci, 2005, ISBN 88-347-1074-6
- 1961, C'è stato un altro (The Transgressors)
- 1963, Rischiose abitudini o I truffatori (The Grifters), Roma, Fanucci, 2004, ISBN 88-347-0986-1
- 1964, Pop. 1280 o Colpo di spugna (Pop. 1280), Roma, Fanucci, 2004, ISBN 88-347-1035-5
- 1965, Alla larga dal Texas (Texas by the Tail)
- 1967, South of Heaven
- 1967, Ironside (Ironside), romanzo basato sulla serie TV
- 1969, The Undefeated (Novelization), dalla sceneggiatura di James Lee Barrett
- 1970, Nothing But a Man (Novelization), ispirato dalla sceneggiatura di Michael Roemer e Robert M. Young
- 1972, Child of Rage
- 1973, King Blood
- 1988, Una spaventosa faccenda (Fireworks: the Lost Writings)
- 1989, The Rip-Off

### Raccolte
- Jim Thompson Omnibus, 1983, 1995
- Jim Thompson Omnibus 2, 1985, 1997

## Filmografia
- Rapina a mano armata (The Killing), regia di Stanley Kubrick (1956)
- Orizzonti di gloria (Paths of Glory), regia di Stanley Kubrick (1957)
- Getaway! (The Getaway), regia di Sam Peckinpah (1972)
- The Killer inside Me, regia di Burt Kennedy (1976)
- Il fascino del delitto (Série noire), regia di Alain Corneau (1979)
- Colpo di spugna (Coup de Torchon), regia di Bertrand Tavernier (1981)
- Rischiose abitudini (The grifters), regia di Stephen Frears (1990)
- Più tardi al buio (After Dark, My Sweet), regia di James Foley (1990)
- Getaway (The Getaway), regia di Roger Donaldson (1994)
- L'assassino che è in me (The Killer inside Me), regia di Michael Winterbottom (2010)